# Руанда на Светском првенству у атлетици у дворани 2016.
Руанда је учествовала на 16. Светском првенству у атлетици у дворани 2016. одржаном у Портланду од 17. до 20. марта седми пут. Репрезентацију Руанде представљала је једна такмичарка која  се такмичила у трци на 1.500 метара.,
На овом првенству такмичарка Руанда није освојила ниједну медаљу али је оборила национални и лични рекорд.

## Учесници
Жене:
- Беата Нишимве — 1.500 м

## Резултати

### Жене
| Атлетичарка   | Дисциплина | Лични рекорд | Квалификације  | Квалификације | Финале                | Финале  | Детаљи |
| Атлетичарка   | Дисциплина | Лични рекорд | Резултат       | Место         | Резултат              | Место   | Детаљи |
| ------------- | ---------- | ------------ | -------------- | ------------- | --------------------- | ------- | ------ |
| Беата Нишимве | 1.500 м    |              | 4:19,39 НР, ЛР | 8. у гр. 2    | Није се квалификовала | 19 / 20 |        |